# Karine Bétournay
Karine Bétournay, née à Montréal, est une pianiste et compositrice de musique de film, de musique contemporaine, de musique de concert et de ballet. 

## Biographie

### Formation et carrière
Karine Bétournay commence ses études en piano classique à l’âge de dix ans. Après avoir reçu une bourse d’excellence de la Schulich School of Music, elle poursuit ses études en musique et obtient un baccalauréat en interprétation jazz à l’Université McGill. De 2011 à 2012, elle complète un diplôme d’études supérieures spécialisées (DESS) en musique de film à l’Université du Québec à Montréal. La même année, elle participe au Festival International de Jazz de Montréal avec son quartet nommé Maelstrøm Blue.  Elle est également finaliste au concours Jazz en Rafale. En 2015, elle devient pianiste principale des Grands Ballets canadiens et, depuis 2018, elle accompagne les Ballets Jazz de Montréal. Comme organiste, elle étudie avec Jean-Willy Kunz au Conservatoire de Montréal. Elle est organiste titulaire de l’église Sainte-Madeleine d'Outremont de 2015 à 2017. Sa musique est également utilisée par les danseurs du Nationaltheater Mannheim, en Allemagne. En plus d’être compositrice agréée au Centre de musique canadienne, elle crée des œuvres interprétées par les Solistes de l’OSM, l’ECM+, le Quatuor Molinari, le quintette à cordes Epsilon et l’ensemble Paramirabo. Elle poursuit  une maîtrise en composition au Conservatoire de Musique de Montréal, dans la classe du compositeur Nicolas Gilbert.

#### Projets et administration
À la suite de ses études en musique de film, elle cofonde avec des collègues de sa cohorte Les Productions Quinte Juste, une boîte de production spécialisée dans les courts-métrages, la publicité et les webséries. En 2011, elle compose la musique de la série télévisée Les Roux. En 2012, elle signe la musique du court-métrage Animal, et en 2013, celle du court-métrage 22H20, Heure de l’Est. Elle accompagne également plusieurs musiciens, notamment la soprano Magali Simard-Galdès, lors d’une tournée de 18 concerts dans l’est du Canada avec les Jeunesses Musicales en 2017. Elle explore la fusion entre musique et poésie en composant pour l’album Victor, du poète Benjamin Goron. En 2016, elle compose L’Empreinte des saisons pour l’ensemble Paramirabo. En 2020, elle crée la pièce Éclosion en collaboration avec l’Orchestre symphonique de Montréal et les Grands Ballets canadiens de Montréal.  Engagée dans la vie culturelle régionale, elle s’implique notamment à Farnham. En 2023, elle devient directrice générale adjointe de l’organisme Le Vaisseau d’Art, qui se consacre à la programmation et à la diffusion de spectacles, de concerts et d’autres événements culturels au Centre Saint-Romuald de Farnham, ainsi que dans d’autres lieux de la région.

## Compositions

### Musique Instrumentale
- Éclosion[1]. Collaboration avec l’Orchestre symphonique de Montréal et les Grands Ballets canadiens de Montréal. Joué au piano par Karine Bétournay, au violon solo par Andrew Wan, au violoncelle solo par Brian Manker et dansé par Vanesa Garcia-Ribala Montoya[1].
- Victor (2016)[10]. Album qui mêle poésie et musique. La poésie est écrite par Benjamin Goron. La musique est un quatuor improvisé, composé par Karine Bétournay[10].

### Musique de film
- 22h20, heure de l'Est (2013). Court-métrage écrit et dirigé par Mario J.Ramos[11].
- Animal (2012). Court-métrage écrit et dirigé par Mario J.Ramos[11].
- Les Roux (2011). Série télévisée[11].
- Hail Mary (2008). Court-métrage écrit et dirigé par Jean-Sébastien Di Fruscia[11].

## Prix et distinctions
- 2011 : Finaliste du concours Jazz en rafale[1]